# 程砚秋
程砚秋（1904年1月1日—1958年3月9日），又名承麟，艺名菊侬，後改艳秋，字玉霜，后改御霜，男，满洲正黄旗人，原姓氏有李氏、索綽絡氏两种说法:5—6，生于北京，中国京剧表演艺术家。“四大名旦”之一，青衣程派创始人。曾任北京中國戲曲音樂學院副院長。

## 艺名

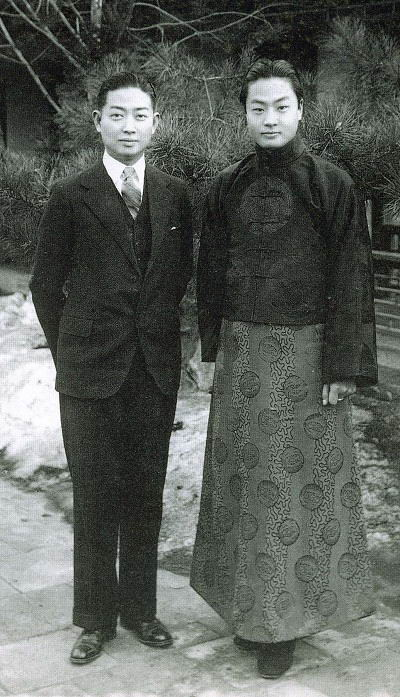
程砚秋（右）与梅兰芳（左）

旗人习俗稱名不稱姓。程砚秋最早的官名是承麟:10。恩师罗瘿公把“承”改为汉姓“程”。最初艺名是程菊侬。1918年，改为程艳秋，字玉霜，后改御霜:5，取意于“艳于秋者厥为菊”，后改艺名为程砚秋，取意“砚田勤耕秋为收”。

## 生平
光绪二十九年农历十一月十四日（1904年1月1日）酉时，程砚秋生于北京城的一个旗人家庭，出生地即其家族的祖宅:6——德胜门正黄旗界、后海南沿的小翔凤胡同官房:10。曾祖父阿昌阿，曾祖母王氏。祖父、祖母姓名不详。母亲托氏是父亲荣寿:6（或称荣福公）的继室，共生育十一位子女，仅他和三位哥哥存活:10。大哥承厚（后改名程子明），二哥承和（后改名程佐臣），三哥承海（后名程丽秋）。妻子果素瑛转述其母托氏的说法，程砚秋家族原姓李，祖籍在吉林长白山。张次溪等人则考证，程砚秋为乾隆朝英和五世孙，即姓索綽絡氏。妻子果素瑛提及其父荣寿与荣福、荣禄同辈:5—6。或称，其家族与晚清重臣荣禄同族同根。
光绪三十一年（1905年），父亲荣寿逝世:6。家庭逐渐陷入贫困。经过十几次搬家后，母亲托氏带着年幼的程砚秋和三子承海，定居于南城的天桥东大市:10，已进入赤贫状态:6。程砚秋仅在五、六时上过一年私塾，因家贫被迫辍学:9。当时，人们认为成为戏曲演员能挣钱，“唱红了成了‘角儿’，更能挣大钱”，故程砚秋“卖身学戏”，签定九年的契约，投入武旦荣蝶仙门下学京剧:10。时年6岁。
程砚秋登台后受到罗瘿公赏识。少年发育时，因变嗓“倒了仓”。罗瘿公为此向张嘉璈借600块现洋，为程砚秋赎身提前出师，离开荣蝶仙门下:10。罗瘿公安排下，乔蕙兰教其昆曲，九阵风阎岚秋教武工和大小五套刀枪把子:9。又分别拜师梅兰芳及梅兰芳的老师王瑶卿学习京剧:10。程嗓音条件并不好，但是在王瑶卿的指点下，发展成了婉转深沉的程派唱腔。1922年18岁首次到上海演出，引起轰动。
1924年，金仲荪开始从事编剧工作，专为程砚秋作剧。1930年，延聘名畫家邵逸軒君，教授繪畫，用功極勤，曾一日而書五福，畫三幅。同年，创办中华戏曲专科学校。
1932年1月，程砚秋与焦菊隐赴法国考察戏剧。程砚秋是一位爱国艺术家，他曾演爱国戏剧《亡蜀鉴》（川剧也有该剧，名为《江油关》），但很快遭到国民政府禁演。抗日战争期间，他在北京通过义演为抗日捐款，并且拒绝为日本人唱戏，但最终由于被迫害，无法继续演出，所以程砚秋回乡务农直到战争结束。
1953年，程砚秋任中国戏曲研究院副院长，1954年當選為第一屆全國人大代表，1957年加入中国共产党（入党介绍人为周恩来和贺龙），1958年3月9日20时20分，程砚秋因患心肌梗塞于北京逝世。
程砚秋所演的戏，大多数为悲剧，如《荒山泪》《春闺梦》《文姬归汉》等，只有《锁麟囊》有一个大团圆的结局。程砚秋晚年最后一部戏是《英台抗婚》。中年后兼致力于戏曲理论研究，对舞台艺术和剧种源流等有所论述，编为《程砚秋文集》。

## 剧目
程砚秋所演的剧目有《梨花记》、《花舫缘》、《红拂传》、《玉镜台》、《风流棒》、《鸳鸯冢》、《赚文娟》、《玉狮坠》、《青霜剑》、《亡蜀鉴》、《金锁记》、《碧玉簪》、《聂隐娘》、《梅妃》、《沈云英》、《文姬归汉》、《斟情记》、《朱痕记》、《荒山泪》、《春闺梦》、《费宫人》、《锁麟囊》、《女儿心》、《马昭仪》等。其中《荒山泪》被拍成电影。

## 軼事
程硯秋在1930年代，除日常工作外，每星期有三天與夫人一起學習法文，另平日常以書畫創作自娛。
其演唱的《文姬歸漢》唱段曾在文革期間「琴箏瑟改革小組」下的京劇唱腔器樂化工作中，由項斯華移植為古箏曲。
程硯秋曾收藏一床明代的仲尼式古琴「浣塵」，該琴現藏於中國藝術研究院音樂研究所。

## 家庭
1920年，梅兰芳妻子王明华，即是程砚秋的师娘，向程砚秋介绍京剧青衣果湘琳和余素霞的长女:12—13。余素霞是余叔岩的姐姐:15，与王明华有亲戚关系。果湘琳夫妇看过程砚秋后。王明华又将提亲对象改为二女儿果秀英，余素霞没有同意:12—13。
1921年2月，罗瘿公与梅家再次撮合程砚秋与果秀英。那时提亲，并不让提亲对象相见。程砚秋被带到一家列有果家全家福照片的照相馆，程砚秋看了照片觉得很好。余素霞提出若两人成婚，小夫妇、程母托氏与程家兄弟分家单过。程砚秋答应余素霞要求后，与果秀英的婚事才成:13—14。
1923年4月9日，梅兰芳、王明华夫妇为媒，举行订婚仪式。1923年4月26日（农历三月十一日），程、果二人举行结婚典礼:4，18，罗瘿公为秀英更名作果素瑛。
程砚秋有三子一女，长子程永光，次子程永源，幼子程永江，女儿程慧贞。程砚秋因自身经历，不许子孙后代学戏。女婿陶汉祥学生、程派传人孟宪镕所述，陶汉祥父亲和程砚秋是好友，由于程砚秋未让儿子学戏，于是就招陶汉祥为婿。程慧贞与陶汉祥在1953年离婚:104。